# برونو بورديلو
برونو بورديلو هو سياسي كندي، ولد في 4 سبتمبر 1868 في Mauricie ‏ في كندا، وتوفي في 23 مارس 1929 في مدينة كيبك في كندا. نشط حزبياً في حزب كيبيك الليبرالي. وقد انتخب عضو الجمعية الوطنية في كيبك ‏.